# Eduard Kubrický
Eduard Kubrický (10. dubna 1939 Čachtice – ?) byl slovenský fotbalový útočník a funkcionář.

## Hráčská kariéra
V československé lize nastoupil za Slovan/Sklo Union Teplice v osmnácti utkáních, v nichž vstřelil tři branky. Za Slovan Teplice hrál také ve II. lize. Později působil jako hráč a funkcionář v Baníku Most. Ve svých začátcích na Slovensku hrál mj. za Veľké Ripňany.

### Prvoligová bilance
| Ročník             | Zápasy | Góly | Minuty | Klub                  |
| ------------------ | ------ | ---- | ------ | --------------------- |
| I. liga 1964/65    | 14     | 3    | 1 213  | TJ Slovan Teplice     |
| I. liga 1965/66    | 4      | 0    | 360    | TJ Sklo Union Teplice |
| CELKEM I. ČS. LIGA | 18     | 3    | 1 573  |                       |